# The dog
|  | Denne artikel er oprettet af botten PalnaBot ud fra en ekstern database. Den kan derfor have sproglige fejl eller mangler. Denne skabelon kan fjernes efter kontrol af indholdet. |

The dog er en film instrueret af Arthur Köpcke.

## Handling
Kameraet har hundens perspektiv - klatrer op ad en trappe og farer derefter forvildet rundt mellem stole-, bord- og dameben.